# Kommando Spezialkräfte
Kommando Spezialkräfte o KSK indicano unità militari commando dell'esercito tedesco. Assieme al Kommando Spezialkräfte Marine della marina e al Kampfretter della aeronautica fanno parte della forze speciali della Bundeswehr.

## Storia
Nel 1995 la Germania fece i primi passi verso una nuova unità di forze speciali conosciuta come Kommando Spezialkräfte, dato che con l'unificazione della Germania dell'Est e della Germania dell'Ovest e quindi l'aumento dell'importanza della Germania sul piano internazionale serviva una nuova unità. Questo reparto doveva essere capace di una risposta immediata in caso ci fossero minacce dirette a cittadini tedeschi all'estero e doveva essere capace di proteggere gli interessi della Germania in tutto il mondo; inoltre avrebbe dovuto essere capace di operare dove le altre unità militari tedesche non potevano, o non erano addestrate, come la giungla o il deserto.
Secondo alcuni la causa scatenante della formazione di questo reparto è stata l'esperienza tedesca durante la guerra civile ruandese, nel 1994, dove i cittadini tedeschi dovettero essere soccorsi da paracadutisti francesi, italiani e belgi dato che nessuna unità tedesca era adatta allo scopo. Il reparto venne formalmente creato il 1º aprile 1996, quando gli uomini delle compagnie commando delle 3 brigate paracadutiste e quelli assegnati alle 2 compagnie LRRP (Long Range Recoinnassance Patrol) dell'esercito tedesco vennero riunite ed andarono a formare il KSK. Per la fine del 1996 erano già stati addestrati 200 uomini e dall'aprile 1997 il KSK fu definitivamente attivo, la prima compagnia ebbe la prontezza operativa ai primi del 1999 ed inviò un piccolo distaccamento schierato nei Balcani durante la guerra in Kosovo con il compito di fornire protezione ravvicinata ai generali tedeschi in quel teatro.

## Struttura
Il KSK è inquadrato all'interno della Bundeswehr come corpo dell'esercito (Heeres), alle dipendenze della divisione di reazione rapida Division Schnelle Kräfte.
Il KSK ha una forza uomini di circa 1.100 soldati. La forza d'intervento rappresenta solo una piccola parte del corpo. Il numero esatto dei Kommandosoldaten (Kommandooffiziere e Kommandofeldwebel) è segreto. Secondo indiscrezioni giornalistiche da 400 a 500 soldati sono effettivi nell'impiego come forza d'intervento.
Suddivisione Kommando Spezialkräfte:
- Stab Kommando Spezialkräfte, Calw
  -  Psychologischer Dienst KSK, Calw
  -  Sprachendienst KSK, Calw
- Gruppe (Bereich) Weiterentwicklung, Calw
- Forza d'intervento
  -  1. Kommandokompanie, Calw
  -  2. Kommandokompanie, Calw
  -  3. Kommandokompanie, Calw
  -  4. Kommandokompanie, Calw
  -  Spezialkommandokompanie KSK, Calw
  -  Ausbildungs- und Versuchszentrum KSK, Calw
- Forza di supporto
  -  Stabs- und Versorgungskompanie KSK, Calw
  -  Fernmeldekompanie KSK, Calw
  -  Unterstützungskompanie KSK, Calw
    -  Nachschub-/Umschlagzug KSK, Calw
    -  Instandsetzungszug KSK, Calw
    -  Fallschirmgeräte- und Luftumschlagszug KSK, Calw

  -  Sanitätszentrum KSK, Calw

Quartier generale e compagnia trasmissioni che comprende un plotone comando, 3 plotoni trasmissioni ed un plotone comunicazioni a lungo raggio addestrato all'uso di apparati SATCOM. Compagnia LRRP e compagnie Kommando, ogni compagnia comprende un plotone comando e 4 plotoni operativi (2 plotoni nella LRRP), ogni plotone ha una sua specializzazione, il primo è specializzato per infiltrazioni via terra, il secondo per via aerea (paracadutisti), il terzo per via marina ed il quarto al combattimento in montagna o zone artiche.
Ogni plotone si compone di 4 team ognuno con 4 uomini, ognuno dei quali si specializza nelle seguenti aree: comunicazioni, armi ed esplosivi, medicina ed intelligence, con uno dei 4 che fa da capo team. Uno dei 4 plotoni è inoltre addestrato come unità per il recupero ostaggi.
Vi è inoltre una compagnia supporti, composta da un plotone logistico, un plotone medico, un plotone trasporti ed un plotone addestrativi.

## Competenze e funzioni
Il KSK opera sotto il controllo dell'Unità di Crisi Tedesca e svolge missioni molto simili a quelle delle unità come le Special Forces statunitensi od il SAS inglese, queste missioni includono:
- Difesa del territorio tedesco e della NATO;
- Deterrenza e azione in caso di crisi internazionali;
- Missioni di peacekeeping;
- Ricognizione strategica;
- Azioni dirette in profondità;
- Liberazione di ostaggi in zone di guerra.

Le missioni di questa unità comprendono anche operazioni contro bersagli di alto valore strategico come linee di comunicazione o comandi nemici, particolare rilievo è poi dato all'evacuazione di cittadini tedeschi da zone di guerra, e missioni C-SAR in favore di piloti abbattuti dietro le linee nemiche.

## Arruolamento

### Requisiti per l'accesso al corpo
Per la candidatura all'impiego nel KSK, sono richieste le seguenti caratteristiche:
- prestanza fisica superiore alla media
- spirito di squadra
- volontà di apprendimento
- resistenza psicologica e forza di volontà
- Resistenza allo stress
- responsabilità e riservatezza
- socialità di gruppo

### Requisiti speciali
Dato che i soldati devono essere impiegati in operazioni militari in ambienti ostili, isolati, senza assistenza e nelle condizioni più sfavorevoli per lungo tempo, è di rilevanza fondamentale l'equilibrio mentale. Il Kommandosoldat viene abituato alla privazione del sonno, all'alimentazione irregolare, alle condizioni igieniche precarie e a situazioni di minaccia che si scontrano con i limiti prestazionali, deve essere molto preciso e attento (ad esempio agire in frazioni di secondo affinché nessun ostaggio possa essere colpito da rapitori). Spirito di squadra e flessibilità sono importanti. Deve essere in grado, di adattarsi alle mutevoli condizioni d'impiego. Il soldato deve abituarsi mentalmente, alla riservatezza verso la famiglia e l'ambiente sociale in cui vive. Questo dovere di riservatezza verso amici e parenti è fonte di stress psicologico.

### Candidatura
Vi sono due modi possibili per candidarsi come Kommandosoldat del KSK: come persona con esperienza nella vita militare come sottufficiale o ufficiali in altri corpi delle forze armate tedesche, seguendo il Einzelkämpferlehrgang (corso di addestramento) o seguendo la via civile mediante l'istruzione ricevuta al „Feldwebel Spezielle Operationen“, dall'ottobre 2005 anche senza esperienza militare. Quest'ultima condizione rappresenta il 30% dei candidati.
La candidatura come civile prevede una selezione al Karrierecenter der Bundeswehr. Successivamente, si passa al Ausbildungszentrum Spezielle Operationen (AusbZSpezlOp) di Pfullendorf. Poi per l'addestranmento di due anni al Division Schnelle Kräfte al „Feldwebel Spezielle Operationen“. Dopo queste fasi il soggetto viene comandato al KSK presso la Graf-Zeppelin-Kaserne di Calw. Segue l'addestramento come sergente. 
In assenza d'impiego, viene comandato ad altre unità della Division Spezielle Operationen.

### Eignungsfeststellungsverfahren(EFV) - selezione d'idoneità
Come detto da un comandante KSK è il test più duro che si possa fare ad un uomo in una democrazia „das Härteste, was man Menschen in einer Demokratie zumuten darf“. Il servizio psicologico ha sviluppato sin dal 1995 un profilo per il Kommandosoldat, resistenza, resistenza al dolore e stress alla segretezza, distacco emozionale e accettazione di periodi di riposo (senza impiego). Oltre alle caratteristiche personali anche il Militärischer Abschirmdienst verifica, se il candidato è qualificabile come Sicherheitsfreigabe.

## Addestramento

### Formazione
Dopo due anni di formazione il Kommandosoldat diviene Combat-Ready e assegnato a una delle quattro compagnie KAS. Si forma il soggetto per un altro anno con di specializzazione telecomunicazioni, armi, sabotaggio e genio militare, sanità militare, guerra alpina, paracadutismo e guerra anfibia.
In questo lasso di tempo si possono frequentare 20 corsi in 17 scuole diverse. L'addestramento alle armi sarà effettuato singolarmente in artiglieria. Anche la conoscenza di due lingue straniere è nella formazione. Così come il paracadutismo HALO e HAHO. Il soggetto diventa Kommandosoldat. Una volta l'anno segue un test attitudinale per la verifica delle proprie capacità. L'impiego minimo è di sei anni dopo il completamento della formazione di base.

### Blocco 1 (selezione fisica e psichica)
Viene inizialmente applicato il Fitness-Test della Bundeswehr. Il „Physical Fitness Test“ si caratterizza per tre punti: 
- Sette chilometri di marcia con zaino di 20 Kilogrammi Marschgepäck in massimo 52 minuti, con tuta mimetica su percorso a ostacoli, guanti e casco in 100 secondi, 500 metri a nuoto in massimo 15 minuti e almeno 5 trazioni alla sbarra.

Se passato il primo test fisico, successivamente si viene indirizzati al "psychologische Datenerhebung" presso il centro di test mediante calcolatori e test di gruppo. Se passato anche questo test, si inizia il secondo blocco.

### Blocco 2 (sopravvivenza eDurchschlagen)
È un programma che dura dieci settimane, con marce, esercitazioni esterne con percorsi di guerra EFV. Si mettono in atto situazioni di problem solving in gruppo.
Cinque giorni „Durchschlageübung“ (settimana di esercizio), con alla fine il Combat Survival Course. In questa settimana i soggetti devono portare a termine compiti con privazione del sonno e stress continuo, viene chiamata „Höllenwoche“ (settimana d'inferno). Dopo una marcia di 160 km il soggetto viene interrogato per più di otto ore in un bunker. I metodi usati sono tipo luce abbagliante, musica rock ad alto volume, occhi bendati, ghiaccio, acqua sulla testa. L'esercizio è simile al training SERE dello United States Special Operations Command (SOF) delle Forze armate americane.
Passato il blocco 2 i candidati sono ammessi alla fase successiva di formazione.
La percentuale di candidati ammessi si aggirava sul 10% nei primi anni. Successivamente la percentuale è salita al 20%.

## Struttura di comando
Per l'impiego della forza KSK il comando spetta a Einsatzführungskommando der Bundeswehr a Geltow presso Potsdam, e per impieghi multinazionali tattici e operativi Command and control warfare del Combined Joint Forces Special Operations Component Command (CJFSOCC). Esiste una centrale operativa che controlla le operazioni.

### Kommandostab
Il Kommandostab aiuta il comandante nelle funzioni di guida del corpo. Il „Kommandeur KSK“ è un generale di brigata. Il Kommandeur KSK ha la carica di „General Spezialkräfte“ Nel Kommandostab vi sono le figure di lingua straniera, di psicologia, di reclutamento e di tutte le altre funzioni ausiliarie del corpo.

### Lista deiKommandeure
| Nome                             | Inizio mandato    | Fine mandato      |
| -------------------------------- | ----------------- | ----------------- |
| BrigGen Dag Knut Baehr           | 27 marzo 2013     |                   |
| BrigGen Heinz Josef Feldmann     | 1º ottobre 2010   | 27 marzo 2013     |
| BrigGen Hans-Christoph Ammon     | 29 giugno 2007    | 1º ottobre 2010   |
| BrigGen Rainer Hartbrod          | 18 agosto 2005    | 29 giugno 2007    |
| BrigGen Carl-Hubertus von Butler | 14 novembre 2003  | 18 agosto 2005    |
| BrigGen Reinhard Günzel          | 23 novembre 2000  | 5 novembre 2003   |
| BrigGen Hans-Heinrich Dieter     | 1º ottobre 1998   | 23 novembre 2000  |
| BrigGen Fred Schulz              | 20 settembre 1996 | 30 settembre 1998 |

Fonte: deutschesheer.de

### Sedi addestrative

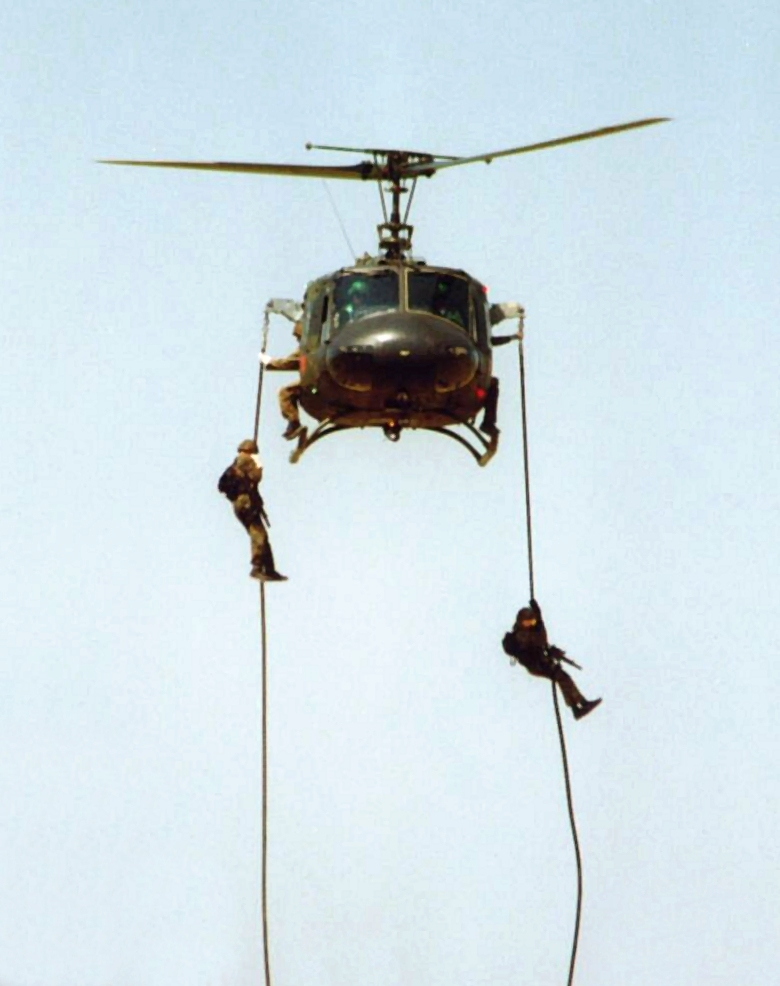
Esercitazione KSK alla Mostra internazionale dell'aeronautica e dello spazio di Berlino 2000

Diversi sono i siti d'addestramento. L'alta specializzazione richiede addestramento continuo, fino a 250 giorni l'anno „auf Übung“. 
Tra gli altri siti si notano:
- Norvegia: Campo invernale (Artide)
- Canada, CFB Goose Bay: Tiro a distanza
- Austria: Alpinismo
- Stati Uniti, Eloy (Arizona): Paracadutismo
- Stati Uniti, San Diego (California): Guerra anfibia
- Stati Uniti, El Paso (Texas): Deserto
- Francia, Régina, Guiana francese: Addestramento nel Centre d'entraînement à la forêt équatoriale

## Dati sugli organici
La Bundeswehr assegna una quota di 1.100-1.300 posti, anche se fino ad oggi la forza reale non è quella teorica.
La Bundeswehr è corsa ai ripari, con un programma di dieci settimane per il secondo blocco di procedure determinante le attitudini, le tempistiche di trasferimento dei sottufficiali, un aumento delle indennità di comando di 963 Euro (rispetto alla precedente di 490 Euro) dal 1º gennaio 2008. Un ulteriore stimolo è il considerare i soldati come professionisti che dopo sei anni si ritirano dal servizio.
Dal 2012 è stato introdotto un sistema premiante. Le regole: 
L'età media dei soldati KSK è di 34,5 anni (metà 2010), dove l'età massima operativa consentita è di 41 anni.

## Operazioni famose
Il reparto ha iniziato ad operare nel 1999 e la sua prima missione operativa è stata in Kosovo (successivamente anche in Bosnia), dove gli è stato affidato il compito di catturare i criminali di guerra Jugoslavi, questa missione si è protratta fino al 2000.
Nel 2001, sempre in Kosovo il KSK libera con successo degli appartenenti all'organizzazione umanitaria Shelter Now che erano stati rapiti.
Il grande impegno arriva nel 2002, quando 100 operatori vengono rischierati in Oman da dove partono le varie missioni speciali in Afghanistan, gli operatori combattono attivamente a fianco dei colleghi delle forze speciali americane per eliminare le forze talebane e di Al-Qaida, combattendo anche nella zona di Tora Bora, sono stati ritirati quasi tutti i membri dell'unità, ma un gruppo rimane ancora in territorio afgano a disposizione della forza multinazionale fino al 2021.

## Dotazioni

### Mezzi e attrezzature
Il KSK ha accesso alle armi più moderne. Le armi spesso vengono modificate su richiesta del KSK con nuovi materiali. Vengono impiegate munizioni speciali e con l'uso di silenziatori. Il KSK funge da tester per i nuovi impieghi d'armamento dell'esercito.
Il KSK ha un poligono („Gebäude 8“), tra i più moderni al mondo, dove si addestrano specialisti di più di 60 nazioni diverse. L'impianto permette l'addestramento con sistemi computerizzati. La simulazione permette il controllo di muri, porte, finestre, pavimenti e soffitti. Ad esempio è simulato l'ambiente tipico di un'ambasciata tedesca.

### Armamento

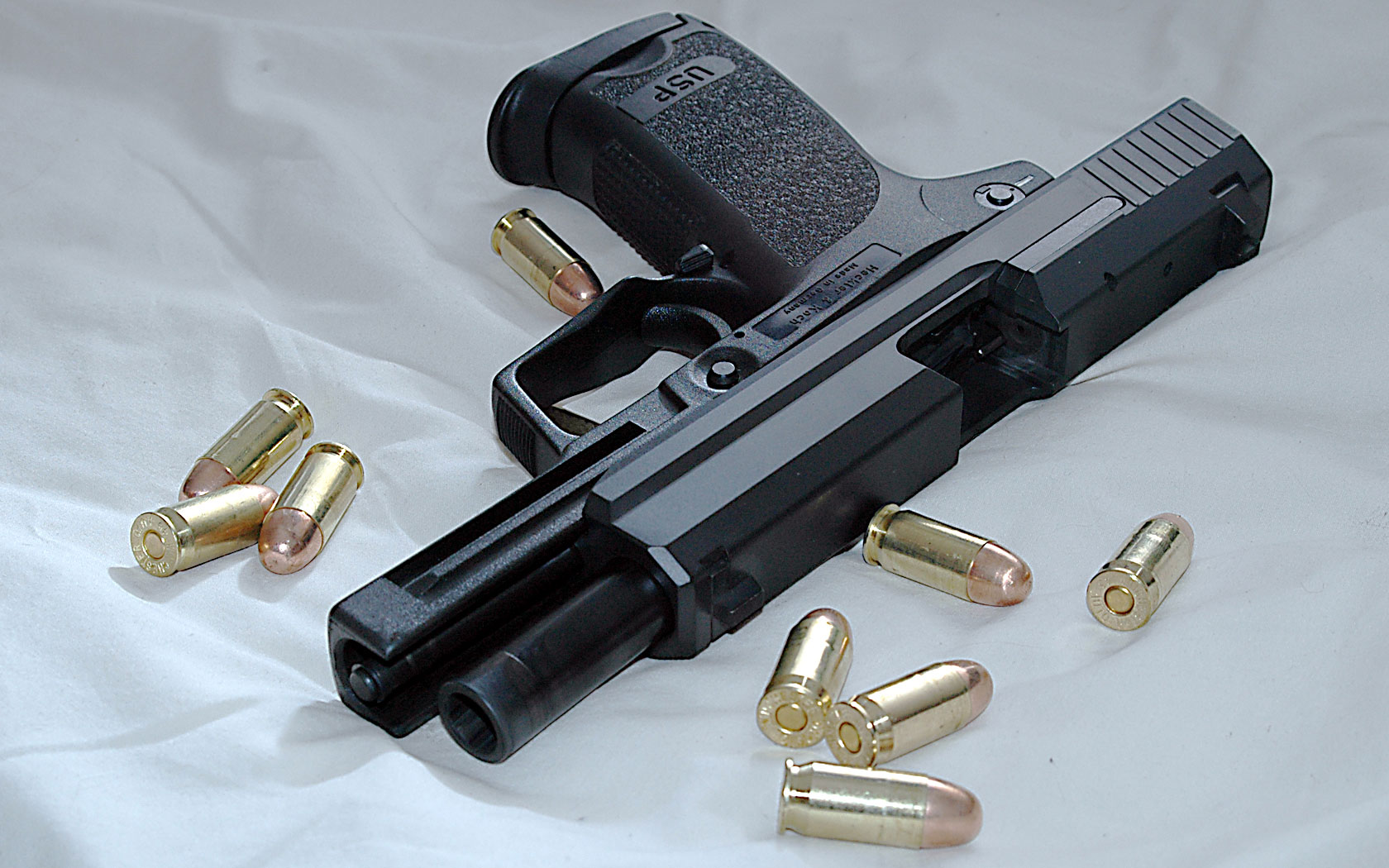
HK USP

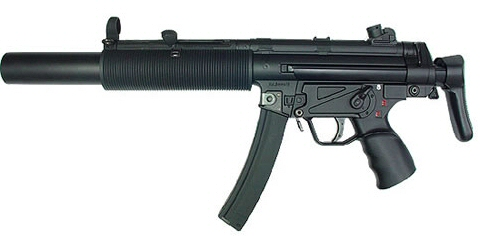
HK MP5 SD3 con silenziatore

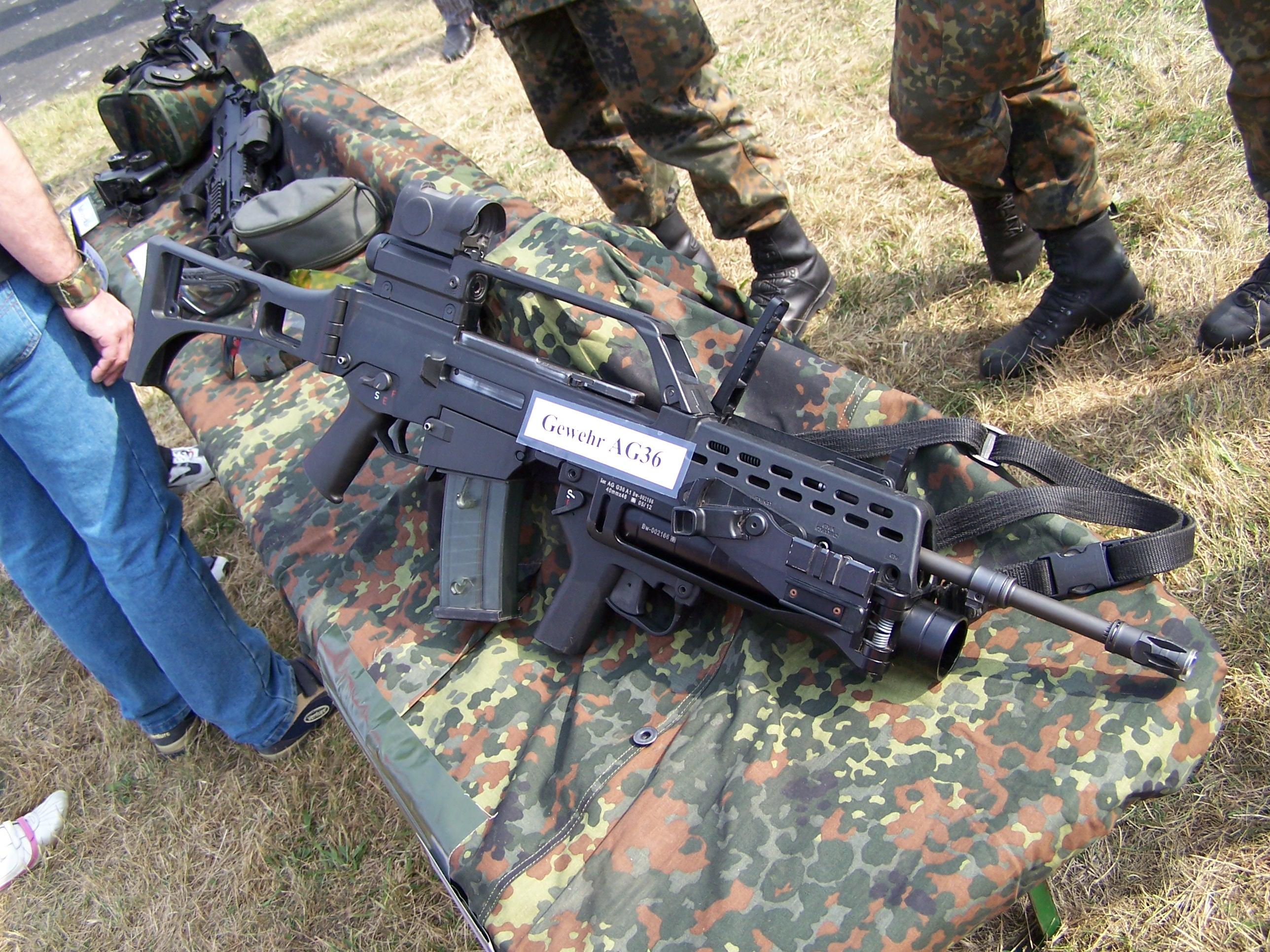
H&K G36 con lanciagranate AG36

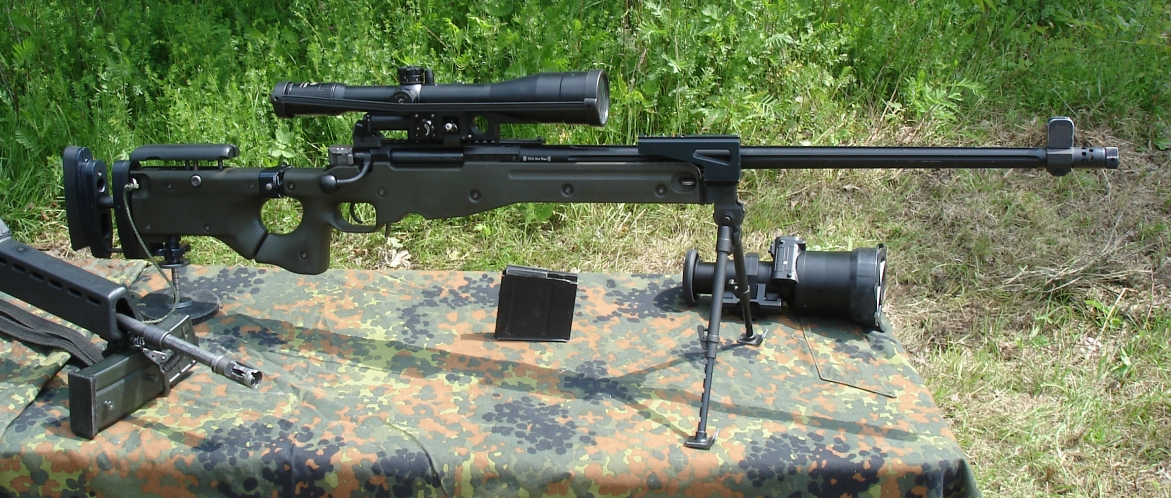
G22 della Accuracy International

Poiché può essere chiamato ad operare in una grande varietà di situazioni il KSK ha un'armeria molto fornita che comprende tutte le armi dell'arsenale tedesco più alcune acquistate appositamente per le esigenze del reparto.

#### Armi primarie
- Fucile d'assalto H&K G36 (solitamente utilizzato nella versione C, ovvero Compact equipaggiato con luci tattiche, puntatori, Red dot e lanciagranate da 40mm AG36)
- Pistola semiautomatica H&K P8 Heckler & Koch USP (pistola standard)
- Pistola semiautomatica H&K P7
- Pistola semiautomatica H&K P9

#### Armi di supporto
- Mitragliatrice H&K HK21
- Mitragliatrice H&K MG4
- Missile anticarro Panzerfaust 3
- Fucile di precisione Accuracy AW calibro 7,62 × 51 mm

Per gli impieghi particolari si usa la pistola a dardi H&K P11, che funziona anche sott'acqua.
Sotto la designazione P8C (P8 Combat) è presente la variante della HK USP (Universale Selbstladepistole), Standardpistole della Bundeswehr. Rispetto alla P8 la P8C non ha sicurezza manuale. Viene usata anche come arma secondaria la HK P12 (HK USP Tactical-Ableger) calibro .45 (11,43 mm) e la HK69 Granatpistole da 40 mm.
Per impieghi di combattimento urbano viene impiegata la Heckler & Koch HK MP5 così come la HK MP7 (PDW) calibro 4,6×30 mm, contro i giubbotti antiproiettile. Così come la variante corta della Heckler & Koch UMP.
Nel 1996 viene dotato del HK G36, che può montare il lanciagranate AG36, G36KA1 e G36KA2. Anche l'HK G3 è utilizzato e l'HK416 e l'HK417. Dal 2005 è in dotazione anche la variante corta G36C.
Un Kommandotrupp può usare la HK MG4, MG3 o la più leggera G8 (HK 21).
Per la difesa a corto raggio è impiegato anche il Remington 870.
Le armi di precisione KSK per SFOR sono G23 in calibro 7,62 × 67 mm (.300 Winchester Magnum); impiegate le AWM-F, dal 1997 con leggere modifiche e designate G22 per obiettivi fino a 1.100 m. Viene usato anche il M107, importato dalla Heckler & Koch, designato come G82. Usa il calibro 12,7 × 99 mm (.50 BMG), e la M2HB. Queste armi arrivano a colpire un bersaglio a 1.800 m e per obiettivi „harten Zielen“, come radar, antenne e razzi (colpiti contro il corpo in volo).
Inoltre il fucile AW50 e AWS della Accuracy International. Sotto la designazione G24 bzw. G25 sono presenti nella Bundeswehr in calibro 12,7 × 99 mm e 7,62 × 51 mm.
Sono impiegati anche il controcarro Panzerabwehrwaffe MILAN, Panzerfaust 3 e Fla-System FIM-92 Stinger.

### Veicoli
- Unimog da 2 tonnellate

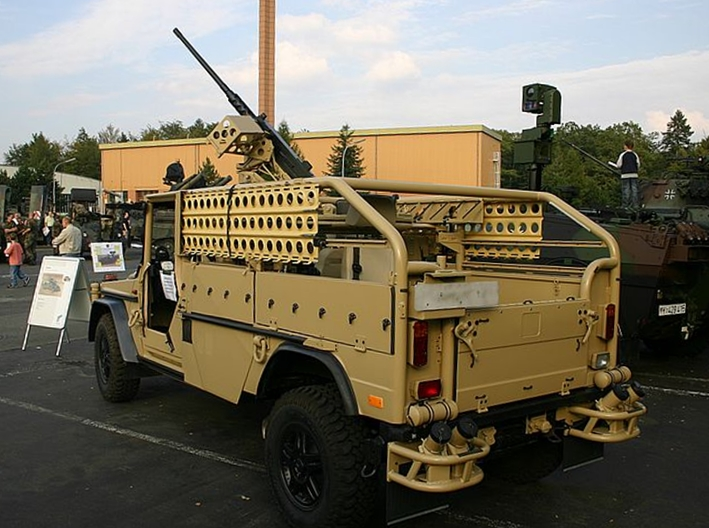
Serval con una Browning M2

- Veicoli d'assalto AGF (in caso di operazioni aviotrasportate vengono usati i CH53G ed UH1D dell'esercito)

Il nuovo Serval, noto anche come Aufklärungs- und Gefechtsfahrzeug (AGF), è munito di Browning M2 calibro 12,7 × 99 mm e di Heckler & Koch, Granatmaschinenwaffe (GMW) calibro 40 ×53 mm. Il KSK può usare anche l'anticarro Wiesel e Wiesel 2, con razzi BGM-71 TOW o mortaio da 120mm. Il KSK è dotato di Bandvagn 206 della svedese Hägglund e di quad-bike tipo Yamaha ATV (All Terrain Vehicle) KODIAC 4x4 Quad e motociclette enduro KTM 640 LC 4. Per la neve inoltre le motoslitte Skidoo LYNX GLX 5900 FC/E Army della Bombardier.

### Imbarcazioni
I mezzi anfibi sono kajak e gommoni.

### Elicotteri
L'11 luglio 2013 il Bundesministerium der Verteidigung e Eurocopter hanno siglato un accordo per la fornitura 15 elicotteri EC 645 T2 LUH per il KSK. Tra la fine del 2015 e il 2017 verranno conseganti. La commessa è di 194 milioni di Euro.
L'EC 645 T2 LUH ha un cockpit con visori notturni e autopilota. 
Gli elicotteri sono presso la Hubschraubergeschwader 64 della Luftwaffe presso Laupheim.

## Insegne

### Insegna del corpo

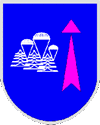
Insegna interna
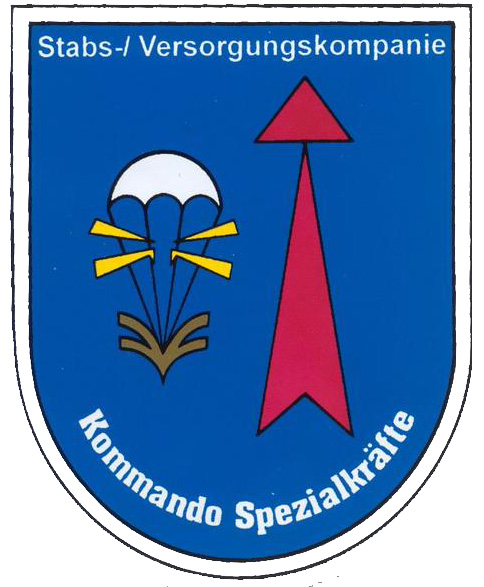
Insegna interna di una compagnia

L'insegna del corpo KSK mostra come simbolo un'aquila dorata con uno strale che punta verso il basso. Questo simbolo è presente sui beretti dei paracadutisti della Fallschirmjägertruppe (Bundeswehr).

### Kommandoabzeichen
L'insegna presenta una spada d'argento su verde chiaro, con due foglie di quercia e una ghianda dorata. Il presidente Johannes Rau nel 2000 presentò il simbolo:

### Berretto e insegna
La Division Spezielle Operationen presenta un berretto amaranto, con l'insegna mostrante una spada tra due rami di quercia e alla base la bandiera tedesca (vedi sopra). Le foglie di quercia sono una tradizione dell'esercito; la spada sta come la freccia nelle insegne tattiche. L'insegna fu presentata a Calw il 26 settembre 1997.

### Insegne tattiche

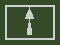
Insegna tedesca
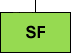
Insegna internazionale

Le insegne tattiche del KSK mostra il regolamentare rettangolo con una freccia verso l'alto (sinistra). Per le operazioni internazionali vi sta una SF ad indicare Special Forces (destra).